# Hemiechinus
Hemiechinus is een geslacht van zoogdieren uit de familie van de egels (Erinaceidae). De wetenschappelijke naam van het geslacht werd in 1848 gepubliceerd door Leopold Fitzinger.

## Soorten
Er worden 2 soorten in dit geslacht geplaatst:
- Hemiechinus auritus (Gmelin, 1770) – Langooregel
- Hemiechinus collaris (Gray, 1830) – Indische langooregel